# (500400) 2012 TN97
(500400) 2012 TN97 es un asteroide perteneciente al cinturón de asteroides, descubierto el 8 de octubre de 2012 por el equipo del Spacewatch desde el Observatorio Nacional de Kitt Peak, Arizona, Estados Unidos.

## Designación y nombre
Designado provisionalmente como 2012 TN97.

## Características orbitales
2012 TN97 está situado a una distancia media del Sol de 3,048 ua, pudiendo alejarse hasta 3,122 ua y acercarse hasta 2,973 ua. Su excentricidad es 0,024 y la inclinación orbital 16,71 grados. Emplea 1943,96 días en completar una órbita alrededor del Sol.
Los próximos acercamientos a la órbita de Júpiter se producirán el 2 de agosto de 2071, el 6 de julio de 2129 y el 17 de septiembre de 2177, entre otros.

## Características físicas
La magnitud absoluta de 2012 TN97 es 16,4.